# Alto Boa Vista
Alto Boa Vista es un municipio brasileño del estado de Mato Grosso. 

## Historia
Fue creado el 19 de diciembre de 1991, por la Ley Estatal 5.894 y fue separado de los municipios de Son Félix del Araguaia y Rivereño a Cascalheira. Su nombre fue bautizado por Ailon Vieira Diniz, propietario de la Imobiliária Boa Vista, que intentó montar una ciudad planificada, formada por colonos e inmigrantes de las haciendas vecinas de Agropasa, Banderantes, Gameleira, Azulona, Bordon y Suiá-Miçú. Su impulso económico inicial fue un conjunto de factores como la construcción de grandes graneros de Casemat, que tornó el lugar un polo inicial de vivienda; la distribución de lotes baratos o inclusive gratuitos y la extinción de grandes haciendas como la Agropasa y la Suiá. 
El primer alcalde fue Aldecides Milhombre de Sirqueira, que asfaltó el conurbano y acentuó la llegada de nuevos habitantes e inversores urbanos. 
Está a 1.063 km de la capital de Cuiabá y parte del municipio está próximo al "Posto del Bosque" que viene siendo disputado por indios Xavantes, situación que ha traído inestabilidad política al municipio. Integra la Comarca de San Félix del Araguaia. 

## Geografía
Se localiza a una latitud 11º40'28" sur y a una longitud 51º23'16" oeste, estando a una altitud de 0 m s. n. m.. Su población, según el censo IBGY del 2007, es de 4.645 habitantes y posee un área territorial de 2.242 km².